# Mesoleuca bicuspidaria
Mesoleuca bicuspidaria là một loài bướm đêm trong họ Geometridae.